# Augastes lumachella
Augastes lumachella là một loài chim trong họ Chim ruồi.
Là loài đặc hữu của bang Bahia phía đông Brazil, loài chim này chỉ được tìm thấy ở những độ cao lớn hơn trong vùng Chapada Diamantina. Loài này lưỡng hình giới tính. Chim trống có bộ lông tổng thể là màu xanh lá mạ ánh kim, với màu đen trên chỏm đầu và hai bên đầu. Trán và cổ họng chim trống có màu xanh lá cây lấp lánh chuyển sang màu xanh lá cây hơi xanh ở mép dưới và được viền hẹp bởi màu đen. Con cái màu đồng đậm hơn, với chỏm đầu màu xanh lá cây và hai bên đầu màu nâu. Cổ họng chim mái ít màu sắc hơn của chim trống, và thiếu ánh kim trên trán. Cả chim trống và chim mái đều có đuôi đỏ thẫm và dải ngực hẹp màu trắng, con trống có đốm vàng cam óng ánh rực rỡ ở giữa, ở mép dưới của thân.

## Hình ảnh

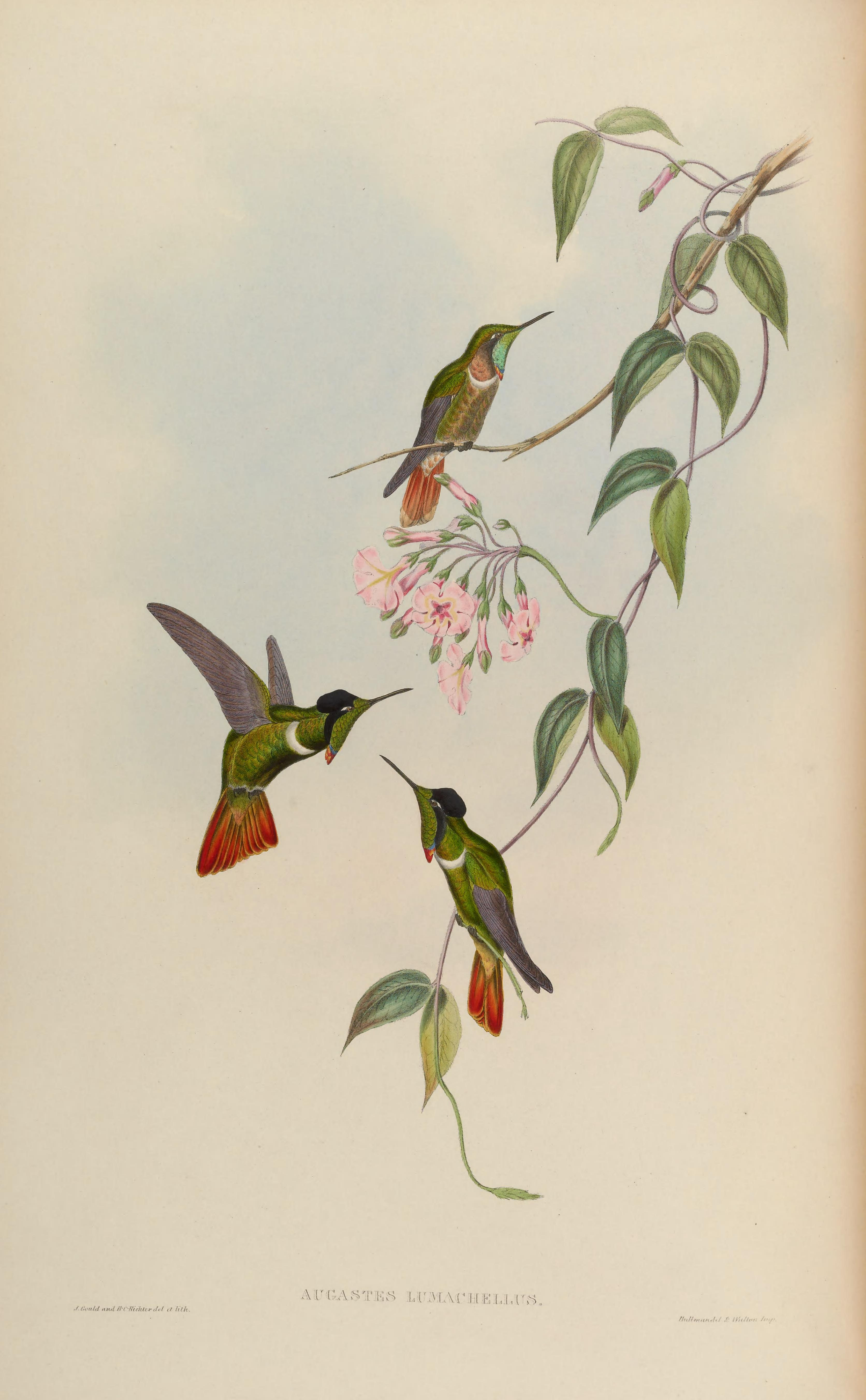
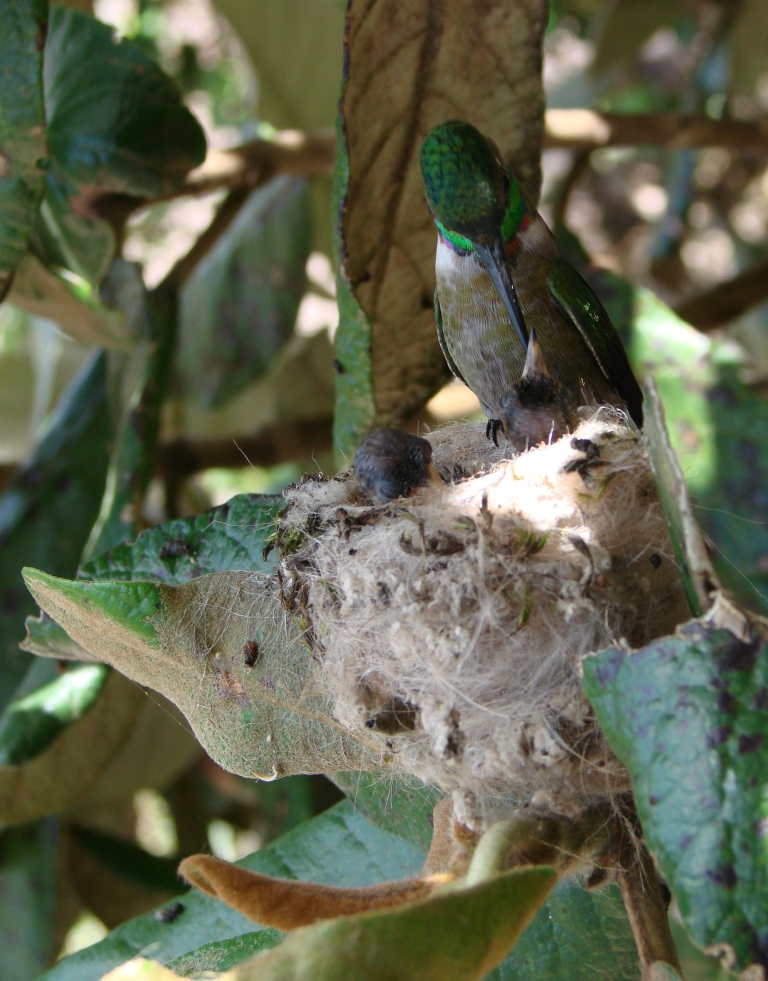
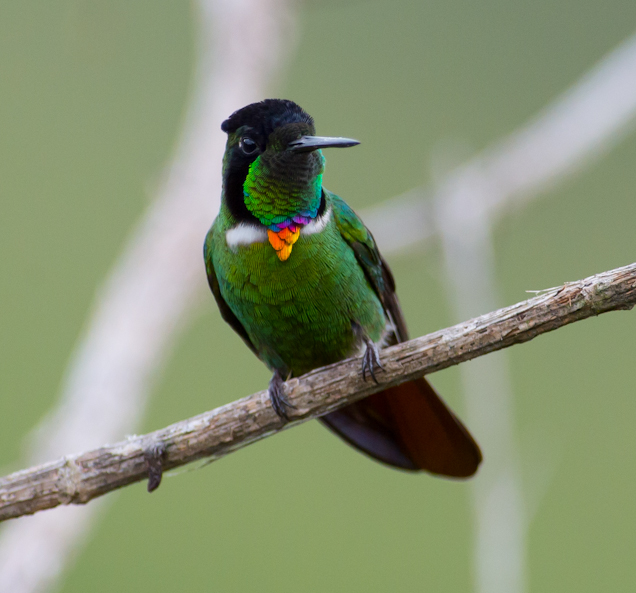